# Perfect Creature
Pour plus de détails, voir Fiche technique et Distribution.
Perfect Creature est un film d'action-horreur néo-zélandais réalisé par Glenn Standring, sorti en 2006.

## Synopsis
Dans des années 1960 parallèles à la technologie steampunk où la Nouvelle-Zélande est appelée Nuovo Zelandia, les humains et les vampires cohabitent pacifiquement. Mais, alors qu'une épidémie de grippe décime la population humaine, un vampire renégat nommé Edgar s'en prend aux humains. La Confrérie, église vampirique dont les membres sont formés à protéger les humains, envoie frère Silas capturer Edgar. Silas fait équipe avec le capitaine Lilly Squires, une humaine, afin d'empêcher qu'Edgar ne déclenche une guerre. 

## Fiche technique
- Titre : Perfect Creature
- Réalisation : Glenn Standring
- Scénario : Glenn Standring
- Décors : Philip Ivey
- Costumes : Kristy Cameron
- Photographie : Leon Narbey
- Montage : Chris Blunden
- Musique : Anne Dudley
- Production : Russel Fischer, Jason Piette, Tim Sanders et Haneet Vaswani
- Sociétés de production : Roc Media, Sensible Films, Spice Factory, Movision,  New Zealand Film Commission, New Zealand Film Production Fund et Perfect Creature Ltd.
- Pays d'origine : Nouvelle-Zélande
- Langue : anglais
- Format : Couleur - 2,35:1 - 35mm - Dolby Digital
- Genre : action, horreur
- Durée : 88 minutes
- Dates de sortie : 
  -  Pays-Bas : 24 avril 2006 (Festival du film fantastique d'Amsterdam)
  -  Nouvelle-Zélande : 18 octobre 2007

## Distribution
- Dougray Scott : Frère Silas
- Saffron Burrows : Lilly Squires
- Leo Gregory : Frère Edgar
- Scott Wills : inspecteur Jones
- Stuart Wilson : Frère Augustus
- Craig Hall : Dominic
- Robbie Magasiva : Frank
- Lauren Jackson : inspecteur Stephanie Kelly
- Peter McCauley : Professeur Liepsky
- John Sumner : Howard Anderson
- Stephen Ure : Freddy Sykes

## Distinctions
Lors des New Zealand Film and Television Awards 2008, le film a remporté les prix des meilleurs décors et des meilleurs costumes et a été nommé dans les catégories du meilleur film et du meilleur scénario.